# کارل میلجان
کارل لیندرت میلجان (هلندی: Karel Leendert Miljon؛ ۱۷ سپتامبر ۱۹۰۳ – ۸ فوریهٔ ۱۹۸۴) بوکسور اهل پادشاهی هلند بود. او در بازی‌های المپیک تابستانی ۱۹۲۸ موفق به کسب مدال برنز شد.